# Albert Robida
Albert Robida (Compiègne, 14 marzo 1848 – Neuilly-sur-Seine, 11 ottobre 1926) è stato uno scrittore, illustratore, giornalista, caricaturista, litografo e aquafortista francese.
È noto anche per il suo personaggio di Saturnino Farandola e per una trilogia fantascientifica.

## Biografia
Figlio di un falegname, studia per diventare notaio, ma per la noia di tali studi, si dedica alla caricatura. 

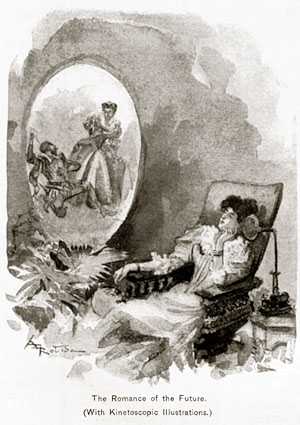
Un'illustrazione di Robida (1894)

Nel 1886 fa l'illustratore al Journal Amusant poi in varie riviste. Nel 1880, con l'editore George Decaux, fonda la sua propria rivista, La Caricature, che dirigerà per 12 anni e nella quale si vedranno debuttare Caran d'Ache, Louis Morin, Ferdinand Bac, Job, Maurice Radiguet, il padre di Raymond Radiguet. Illustra anche guide turistiche, opere di divulgazione storica, classici della letteratura: Villon, Rabelais, Cervantes, Swift, Shakespeare, Le sollazzevoli istorie di Honoré de Balzac, le Mille e una notte. E in un registro più leggero anche una storia delle case chiuse.
La sua fama s'eclissa qualche tempo dopo la prima guerra mondiale.
Albert Robida è stato riscoperto grazie alla sua trilogia di romanzi d'anticipazione/fantascienza: Le Vingtième Siècle (1884), La Guerre au vingtième siècle (1887) e Le Vingtième Siècle. La vie électrique (1890). Queste opere fanno di lui un altro Jules Verne, spesso più audace. Contrariamente a Jules Verne, egli propone delle invenzioni integrate alla vita quotidiana e non delle creazioni di studiosi folli, e ogni volta, immagina gli sviluppi sociali che derivano dalle sue invenzioni, spesso anche a ragione: promozione sociale delle donne (ch'egli vede elettrici ed eleggibili, con i pantaloni, che fumano, dottoresse, notai o avvocati), turismo di massa, inquinamento. Già nel 1869 Robida realizza un'opera d'anticipazione con il suo fumetto La Guerre au vingtième siècle, campagne de Jujubie, che descrive la guerra moderna, a base di missili robotizzati e di gas asfissianti, anticipando alcune idee poi sviluppate ne La Guerre infernale (1908), feuilleton illustrato da Robida e scritto dal collega Pierre Giffard.
Inventerà anche il telefonoscopio, uno schermo piatto a muro che diffonde le ultime informazioni a ogni ora del giorno e della notte, gli ultimi spettacoli teatrali, corsi universitari e teleconferenze.
Indipendentemente dalle sue qualità di visionario, la sua opera L'horloge des siècles, con i cambiamenti di paradigmi che essa rappresenta, annunciava già, secondo alcuni critici, certe visioni di Philip K. Dick.
Nel 1900 progetta per l'Esposizione universale di Parigi la vieux Paris, zona dell'Expo che ripercorre le epoche storiche della civilizzazione francese attraverso una successione di stili architettonici diversi, secondo una stratificazione cronologica che trova espressione anche ne La Gazette du Vieux Paris.

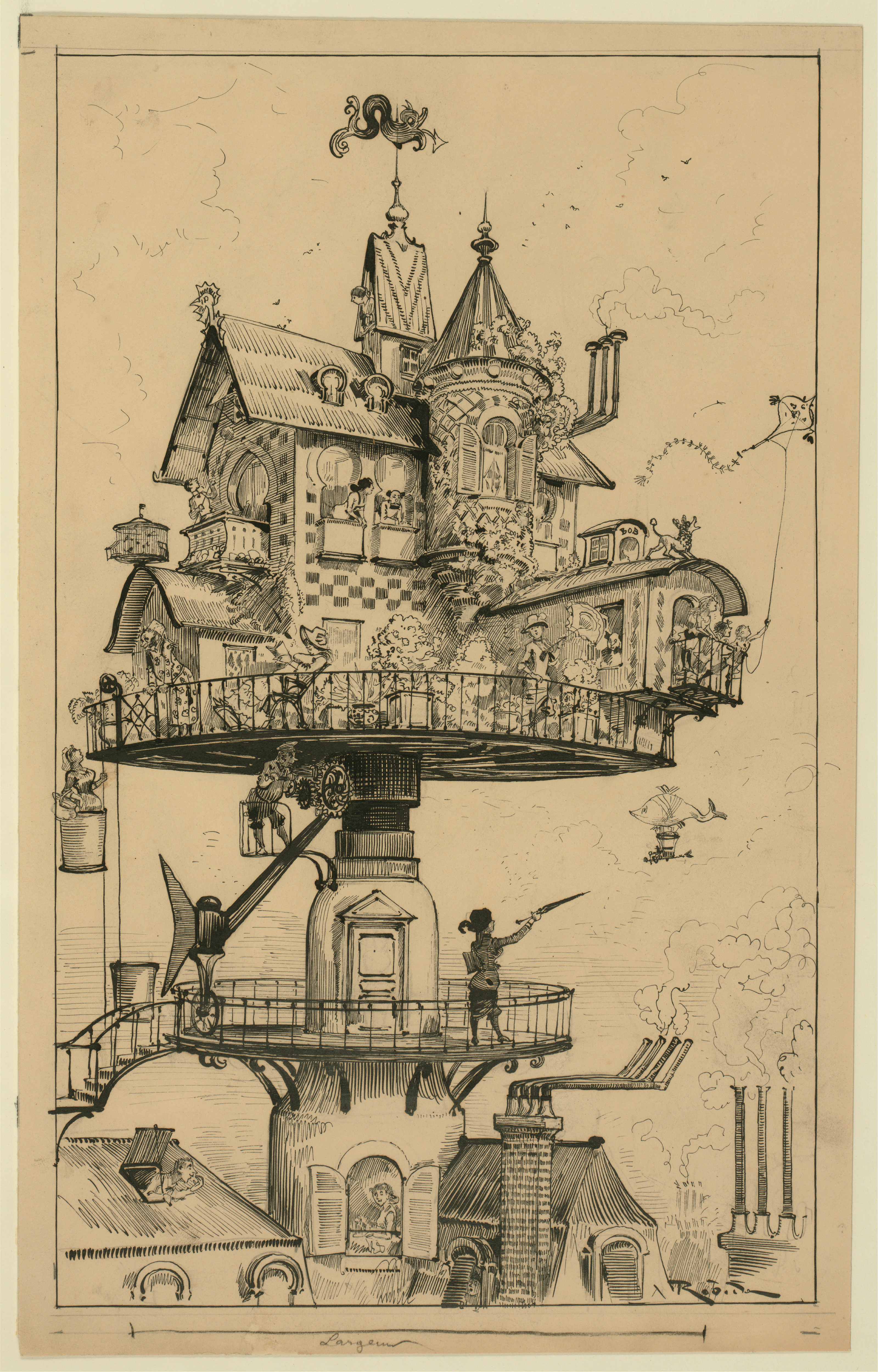
Casa rotante aerea (Le Vingtième Siècle, 1883)

Dal suo romanzo Viaggi straordinarissimi di Saturnino Farandola (Voyages très extraordinaires de Saturnin Farandoul, 1879) venne tratto in Italia un film muto dalla Ambrosio Film di Torino, Le avventure straordinarissime di Saturnino Farandola (1913), talvolta citato come una delle prime espressioni della fantascienza cinematografica europea.

## Opere
L'opera di Albert Robida si compone di almeno 60 libri scritti, di tutti i generi (anticipazione/fantascienza, avventura, gioventù, storia, turismo, architettura ecc.) e 200 libri illustrati; ha partecipato a 70 riviste e realizzato 60 000 disegni.
Fantascienza
- Le vingtième siècle, 1883

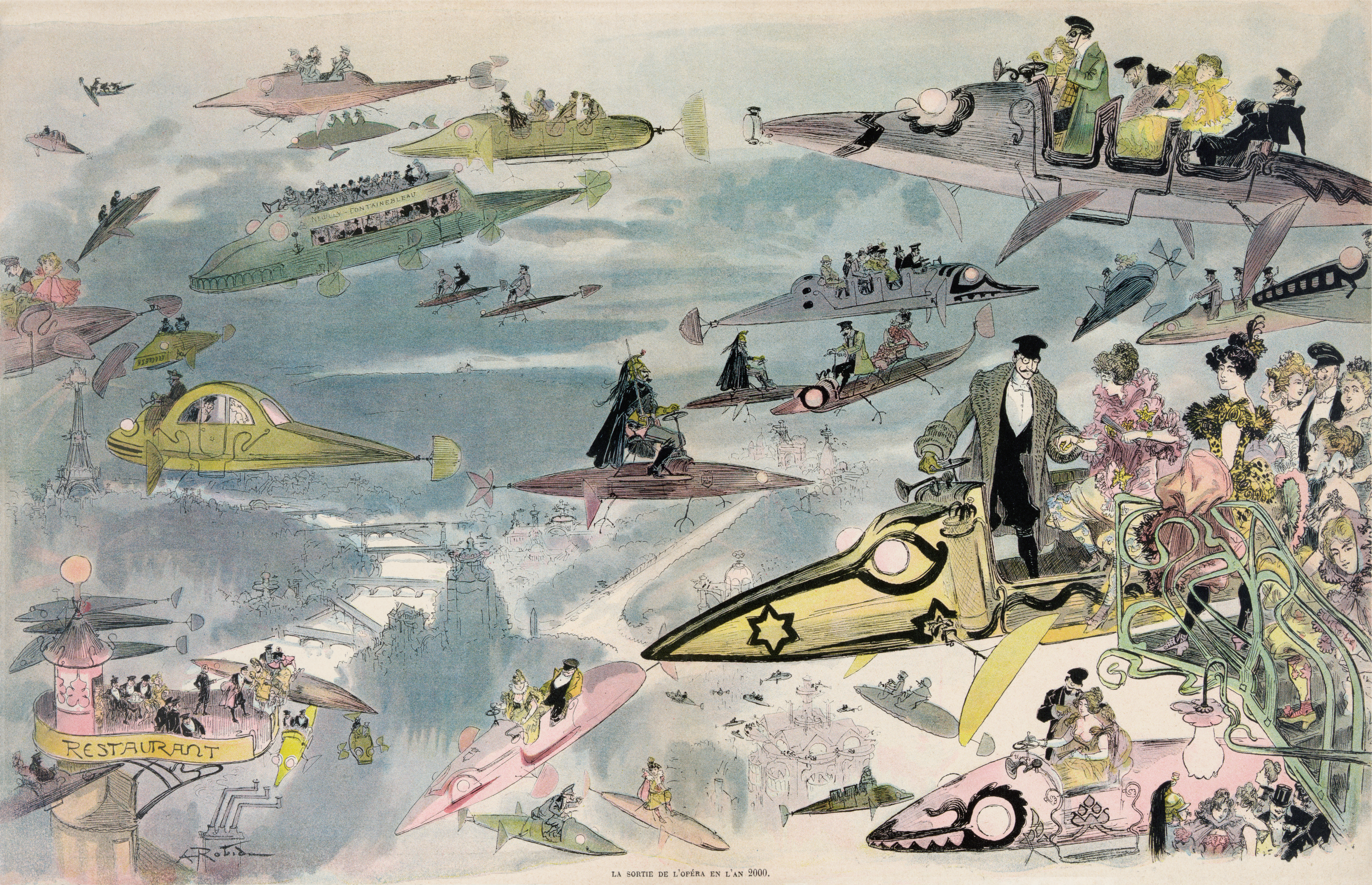
La Sortie de l'opéra en l'an 2000 ("L'uscita dall'opera nell'anno 2000") (v. 1882)

- La guerre au vingtième siècle, 1887
- Le vingtième siècle ou La vie électrique, 1890
- Voyage de fiançailles au XXe siècle
- Un chalet dans les airs
- L'isola dei centauri (romanzo breve, L'Île des centaures, 1912), traduzione di G. V. Vitali, Collana Universale 4, Edizioni Mediolanum, 1934
- En 1965[5], 1919-1920

Varie
- L'Île de Lutèce: enlaidissements et embellissements de la Cité
- La bête au bois dormant
- La part du hasard
- Le voyage de M. Dumollet
- Les vieilles villes d'Italie: notes et souvenirs, 1878
- Les vieilles villes de Suisse, 1879
- Viaggi straordinarissimi di Saturnino Farandola (Voyages très extraordinaires de Saturnin Farandoul, 1879), Sonzogno, 1910
- La grande mascarade parisienne
- La fin des livres, avec Octave Uzanne
- Contes pour les bibliophiles, avec Octave Uzanne
- Les vieilles villes d'Espagne: notes et souvenirs
- Un caricaturiste prophète: la guerre telle qu'elle est
- 1430, les assiégés de Compiègne[6]
- Paris de siècle en siècle: le cœur de Paris, splendeurs et souvenir
- Le XXe siècle
- Les escholiers du temps jadis
- Le voyage de M. Dumollet
- Le roi des jongleurs, 1896
- Les vieilles villes du Rhin: à travers la Suisse, l'Alsace, l'Allemagne et la Hollande, vers 1910
- Les cent nouvelles nouvelles

«La Vieille France»
- La Bretagne, testo, disegni e 40 litografie fuori testo di A. Robida, Paris, Librairie illustrée, v. 1900, 336 p.
- La Touraine, testo, disegni e litografie di A. Robida, Paris, La Librairie Illustrée, 336 p., 40 planches, s. d. [1892]. Volume II: Le Mans, Laval, Sablé, Angers, Saumur, Thouars, Loudun, Chinon, Vendôme
- Normandie, texte, dessins et lithographies par A. Robida, Paris, La Librairie illustrée, s. d. [1890], 331 pages, 40 tavole in due tomi fuori testo e numerose illustrazioni nel testo. Volume II: Bayeux, Lisieux, Bernay, Honfleur, Le Havre, Fécamp, Dieppe, Eu, Rouen, Louviers, Évreux, Vernon. Nuova edizione: Éd. de Crémille, Genève, 1994, 169 p.
- Provence, Paris, À la Librairie illustrée, s. d. [1893], 332 p. Avignon, Barbentane, Orange, Carpentras, Vaucluse, Cavaillon, Sisteron, Tarascon, Beaucaire, Arles, Marsiglia, Tolone, Fréjus, Nizza, Monaco, Mentone, Aix, Nîmes, Uzès, Montpellier, Béziers, Narbonne, Carcassonne
- Paris, splendeurs et souvenirs, Éditions de Crémille, Genève, 1992, textes, dessins et lithographies par A. Robida, 824 p., 2 volumes. Tome 1: Le cœur de Paris, 412 p. Tome 2: Paris, de siècle en siècle, 412 p.